# Anfiteatro di Boboli

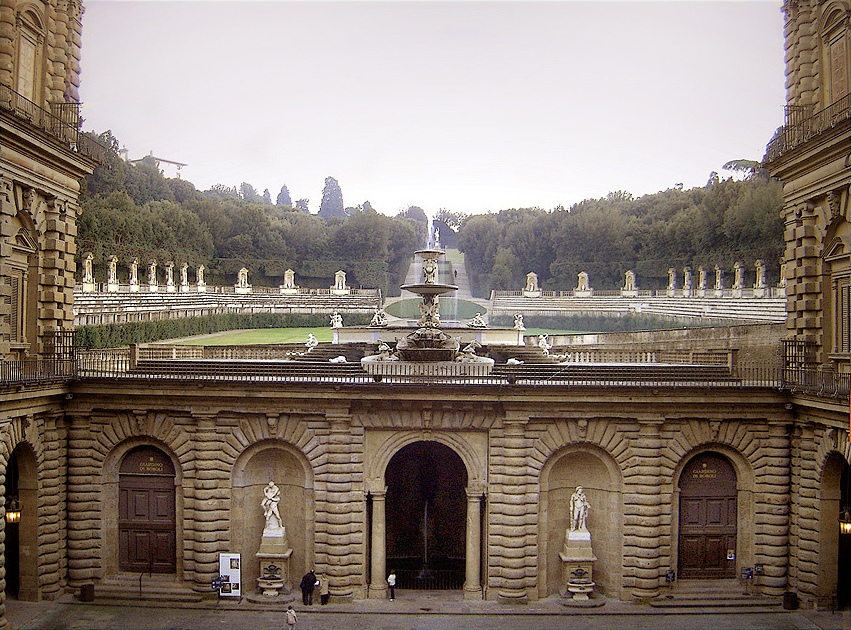
L'anfiteatro visto dal palazzo, con la fontana del Carciofo

L'anfiteatro di Boboli è una delle architetture principali del fiorentino Giardino di Boboli a palazzo Pitti, che abbellisce l'asse principale, centrato sulla facciata posteriore del palazzo. Usato come luogo per spettacoli estivi (soprattutto caroselli e balletti a cavallo di ampio respiro scenico), rappresenta il più antico teatro di corte di Firenze pervenutoci, dopo la perdita del teatrino della Dogana e del Teatro Mediceo.
Dall'anfiteatro si gode una bella prospettiva del retro del palazzo, con le ali disposte attorno al cortile dell'Ammannati e la fontana del Carciofo.

## Storia e descrizione

### Architettura verde
La collina di Boboli era stata usata come cava di pietraforte fin dal Medioevo: ad esempio il padre di Arnolfo di Cambio vi aveva fatto estrarre il materiale per lastricare le strade cittadine. Un profondo avvallamento dietro palazzo Pitti si vede già nell'affresco dell'assedio di Firenze dello Stradano in Palazzo Vecchio. Anche per la costruzione dello stesso palazzo Pitti venne prelevato il materiale dalla vicinissima cava e l'idea di sistemarla come un grande spazio che in pianta disegna la forma di una campana risale al Tribolo.
I lavori vennero avviati nel 1550 (forse delle opere preliminari avevano avuto luogo l'anno prima), allargando e regolarizzando la forma dell'invaso, con partiture geometriche verdi, composte di lecci e, agli angoli, cipressi. L'opera venne completata nel 1551 quando il Tribolo era già scomparso e sostituito da Davide Fortini. Oltre ai boschetti sempreverdi vi si trovavano cerri, aceri, faggi, tigli e due boschetti di "frutti nani". Lo stesso anno venne realizzata una conduttura che portava acqua alla fontana di Giovanni Fancelli al centro dell'invaso, scolpita nel 1553. Questa decorazione venne poi sostituita nel 1576 dalla fontana dell'Oceano di Giambologna, che oggi si trova più a sud, nell'"isolotto" di Boboli.
Nel 1561-1564 l'Ammannati stabilizzò l'impianto architettonico originario costruendo muri di sostegno, ornati da cimase e altre decorazioni in pietraforte. A questa redazione risalgono i disegni nella pianta del Buonsignori e nella lunetta di Giusto Utens del 1599 circa: l'anfiteatro era un'architettura verde dal solido impianto, che costituiva l'elemento ordinatore principale del giardino.
Nel 1615 l'idea dell'anfiteatro "di verzura" venne copiata per Maria de' Medici nei parigini giardini del Lussemburgo.

### L'anfiteatro vero e proprio

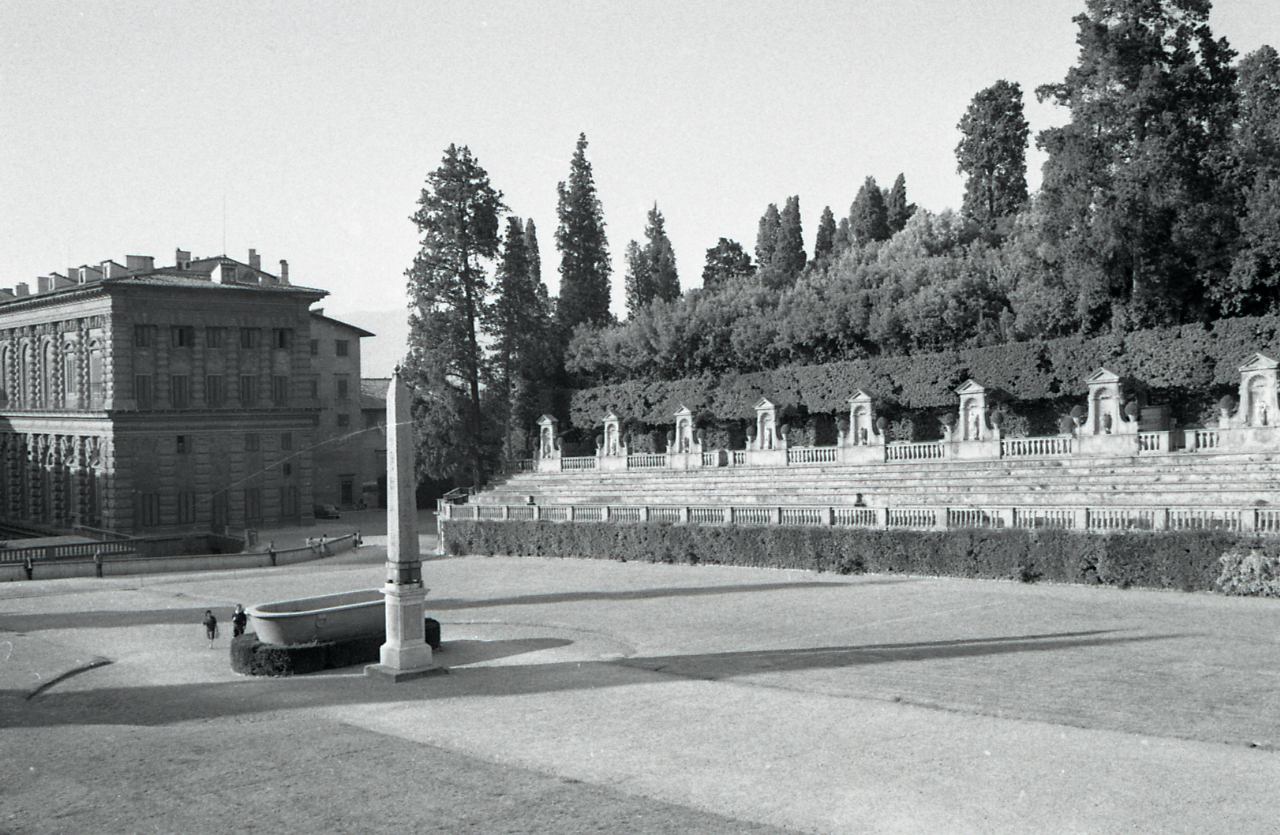
L'anfiteatro in una foto di Paolo Monti del 1965 (sulla sinistra Palazzo Pitti)

L'antico insieme venne smantellato nel XVI secolo per creare una struttura più complessa che, attraverso varie modifiche, è quella che ci è giunta oggi. Nel 1618 veniva smontata la fontana dell'Oceano secondo un progetto ambizioso di creazione di un vero e proprio teatro con gradinate. I lavori vennero presto interrotti per la morte di Cosimo II. L'avvio di smantellamento doveva essere piuttosto modesto, se nel 1628 vi fu rappresentato il balletto a cavallo della Disfida d'Ismeno. Solo nel 1630, su incarico di Ferdinando II, si riprese in mano il progetto, che era volto a creare un alto basamento in muratura, con sette ordini di gradinate, collegate alla platea da un sistema di scale interne chiamate "bobole". Nella pratica si poterono costruire le gradinate solo sul lato sud, essendo presente sull'altro lato un affioramento di roccia. L'anello superiore era decorato dalle nicchie di pietra bigia ancora esistenti, forse spostate da un'altra zona del giardino, gli "orticini del Buontalenti". Vi si trovavano statue classiche, statue di ispirazione classica (come l'Apollino di Michelangelo, oggi al Bargello, e una presunta copia del perduto Ercole dello stesso scultore, ancora nella seconda nicchia da sinistra) e statue di cani in pietra serena che guardavano verso il palazzo: queste statue canine, posate a coppia su ciascuna mensola delle edicole, vennero rimosse nel 1652. In cima alla curva dell'anfiteatro si trovava un arco con due pilastri monumentali, smantellato dopo il 1634.
Entro quell'anno il progetto, a cui aveva collaborato anche Alfonso Parigi il giovane, venne terminato. La struttura venne inaugurata nel 1637 in occasione dell'incoronazione di Vittoria della Rovere, moglie di Ferdinando II de' Medici, a granduchessa di Toscana: in quell'occasione venne inscenato un carosello a cavallo.
Tra le grandi rappresentazioni ci furono il Proteo e la Fama del 1652 (in onore degli arciduchi d'Austria) o il Mondo festeggiante del 1661, con stupendi macchinari e scene di Ferdinando Tacca, per le nozze di Cosimo III con Margherita Luisa d'Orléans.

### Il periodo lorenese

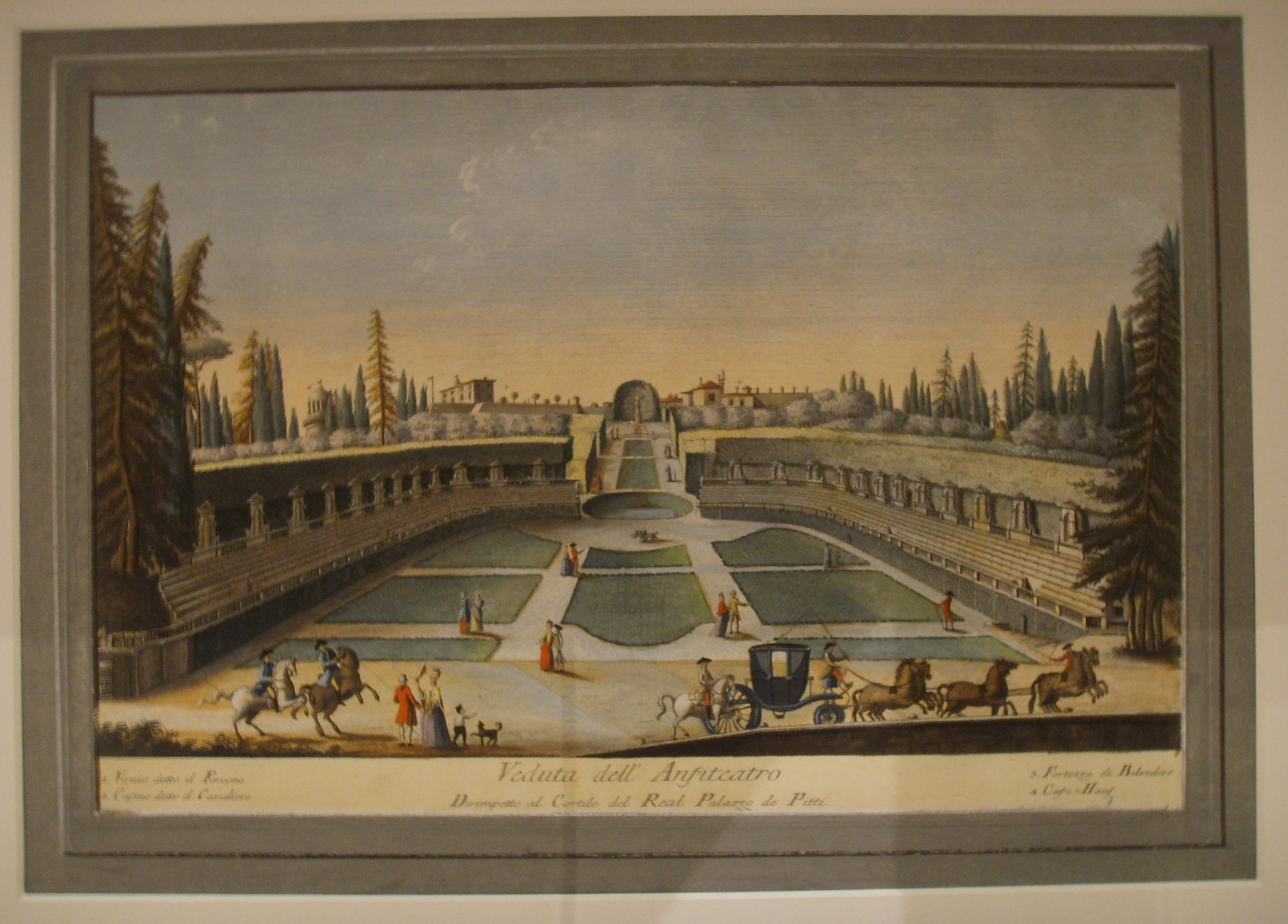
L'anfiteatro, in una stampa acquerellata settecentesca

Le Fatiche di Ercole del 1739, a base di fuochi d'artificio, fu la rappresentazione nell'anfiteatro che celebrò il fugace arrivo di Francesco Stefano di Lorena a Firenze.
In seguito però l'anfiteatro venne abbandonato come luogo di spettacolo, in favore dei teatri all'italiana di moderna concezione. L'architetto dei Lorena Jean-Nicolas Jadot trasformò la platea in un parterre (giardino con siepi geometriche), abbellendolo con cinque statue prelevate dal Casino di San Marco. L'intervento più invasivo fu quello del 1764, che interrò la caverna facendo scomparire tutto il basamento delle gradinate e rifacendo le gradinate a tenaglia, come si vedono ancora oggi.
All'epoca di Pietro Leopoldo si registrano interventi minori: alle scalinate, alle edicole e ai nuovi vasi in terracotta posti tra le edicole. I festoni invece sono frutto in larga parte del restauro del 1924-1926.
Nel 1768 ripresero le rappresentazioni teatrali: una festa "campestre" per l'arciduchessa Maria Carolina diretta a Napoli per diventare sposa di Ferdinando IV, oppure le celebrazioni per il matrimonio della primogenita di Pietro Leopoldo Maria Teresa di Lorena e Anton Clemente di Sassonia.
Il centro dell'anfiteatro venne abbellito nel 1790 dall'obelisco egiziano, l'unico della Toscana, nonché uno dei monumenti più antichi di tutta la regione: risale infatti al 1500 a.C. (molto tempo prima della fioritura della civiltà etrusca) e proviene dal Eliopoli in Egitto. Fu portato a Roma dall'Egitto all'epoca di Domiziano e eretto nel tempio di Iside al Campo Marzio; dopo essere stato dissotterrato a fine del Cinquecento, finì nel giardino di villa Medici a Roma. Venne trasportato a Firenze nel 1788 per la volontà del granduca Pietro Leopoldo, quando radunò tutte le collezioni medicee in città per abbellire i suoi palazzi. Nel 1840 venne accoppiato con la grande vasca in granito grigio scolpita in un unico blocco e proveniente forse dalle Terme Alessandrine di Roma.
Nel 1839 venne eseguito un complesso allestimento per la nascita dei principini Ferdinando e Carlo Salvatore, con architetture fittizie e centinaia corpi illuminanti.

### Epoca contemporanea
Nel 1906 Pietro Mascagni vi tenne un concerto per gli emigranti e nel 1900-1912 vi si organizzarono sei feste benefiche e tre manifestazioni a sostegno delle guerre di Libia.
Attività analoghe ebbero luogo nella prima guerra mondiale.
In epoca fascista fu sede dei saggi ginnici, oltre che delle edizioni del Maggio Musicale Fiorentino negli anni 1937 (il 3 giugno con L'incoronazione di Poppea di Claudio Monteverdi diretta da Gino Marinuzzi (1882-1945) per la regia di Corrado Pavolini con Gina Cigna, Magda Olivero, Elvira Casazza, Elena Nicolai, Giovanni Voyer, Gino Del Signore, Saturno Meletti e Tancredi Pasero), 1938 (1º giugno per la prima assoluta di Come vi garba di Ildebrando Pizzetti per la commedia Come vi piace di William Shakespeare con Mario Rossi (direttore d'orchestra) per la regia di Jacques Copeau con Massimo Pianforini, Enzo Biliotti, Sandro Ruffini, Guido Gatti, Fernando Farese, Bernardi, Umberto Melnati, Pierozzi, Franco Scandurra, Checco Rissone, Nella Bonora, Letizia Bonini e Zoe Incrocci ed il 5 giugno Die Walküre) e 1939 (1º giugno con Aminta (Tasso) con musiche di Christoph Willibald Gluck per la regia di Renato Simoni e Pavolini con la Morelli, Andreina Pagnani, Micaela Giustiniani, Rossano Brazzi, Gino Cervi, Ernesto Sabbatini, Carlo Ninchi, Aroldo Tieri ed Annibale Ninchi).
Il Maggio Musicale torna negli anni 1947, 1948, 1950, 1951, 1953, dal 1955 al 1960, 1962, 1965, 1972, 1974, 1987, 1996 e 1997.

## Galleria d'immagini

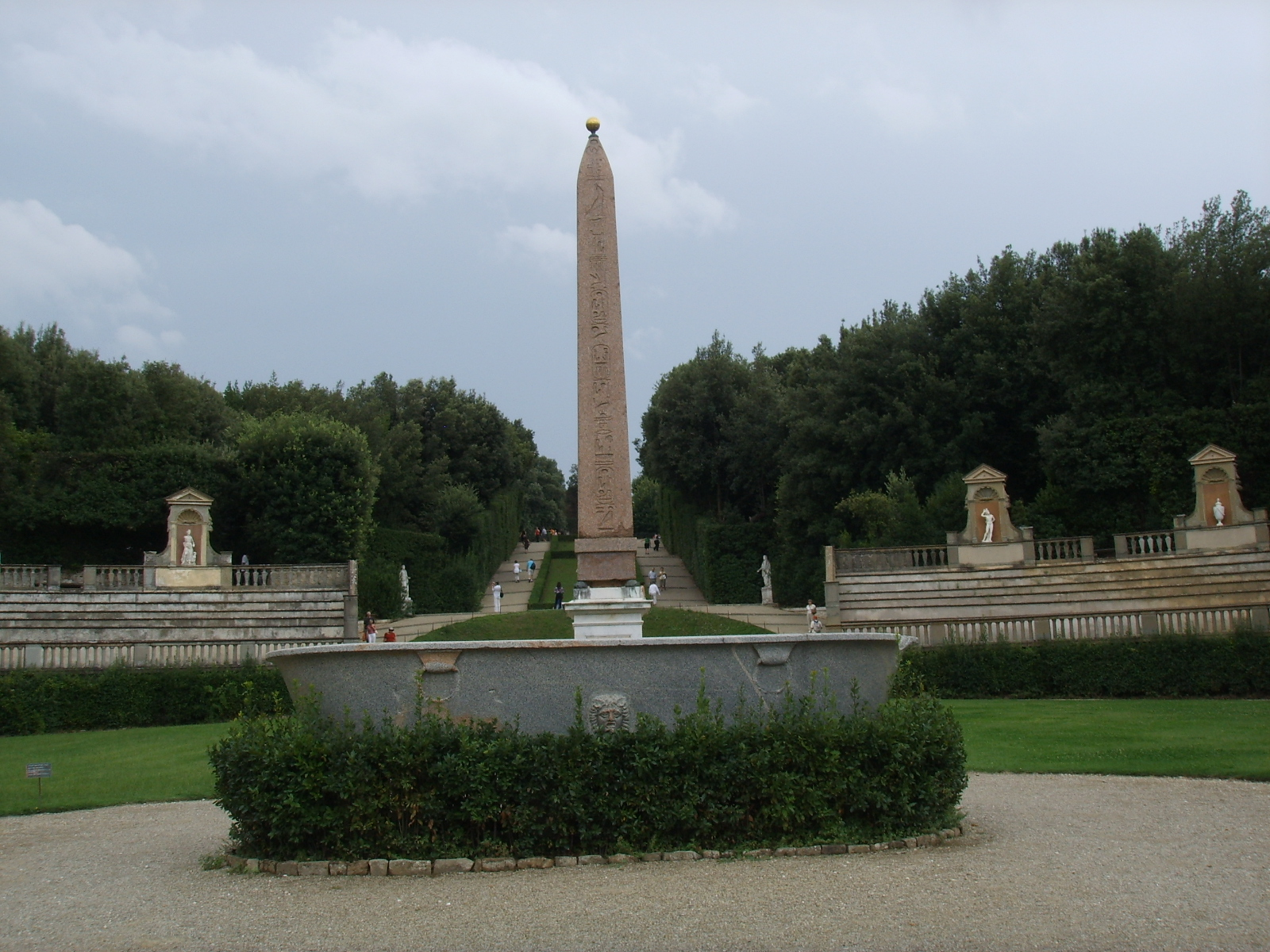
L'obelisco e la vasca di granito
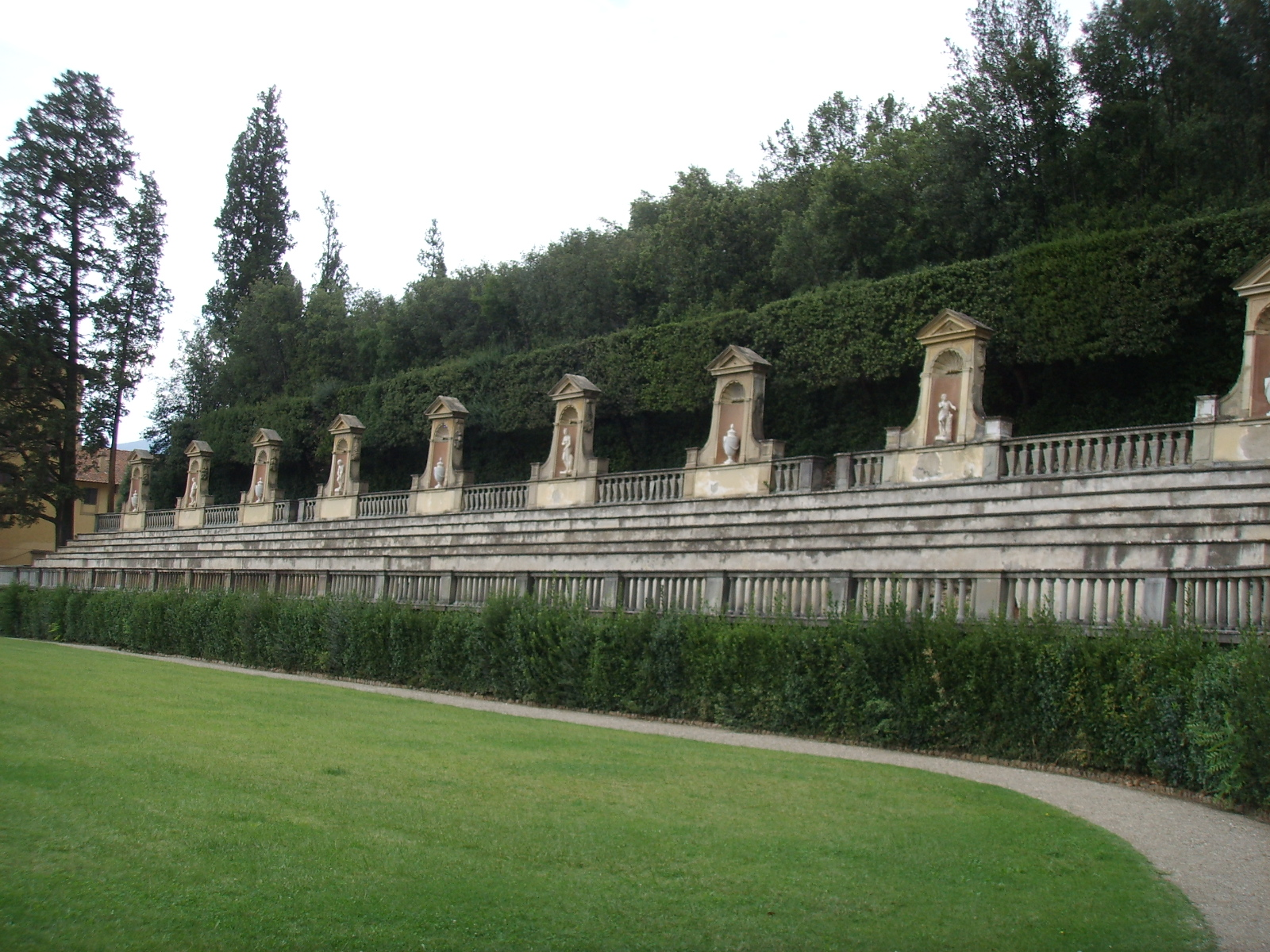
Le gradinate dell'anfiteatro